# Mirach
Mirach, eller Beta Andromedae (β Andromedae, förkortat Beta And, β And) som är stjärnans Bayerbeteckning,  är en framträdande stjärna i sydvästra delen av stjärnbilden Andromeda. Den är belägen nordost om Pegasus' stora kvadrat och är teoretiskt sett synlig för alla observatörer norr om 54° sydlig breddgrad. Det hjälper ofta observatörer att hitta Andromedagalaxen (M31). Galaxen NGC 404, även känd som Mirachs gast, är synlig sju bågminuter bort.
Stjärnan har en genomsnittlig skenbar magnitud på 2,05, med en variation i storleksordningen +2,01 till +2,10, vilket gör den till den ljusaste stjärnan i stjärnbilden. Den antas vara en semiregulär variabel och den skenbara magnituden reduceras med 0,06 genom skymning orsakad av gas och stoft utmed synlinjen.
Baserat på parallaxmätningar befinner den sig på ett avstånd av omkring 197 ljusår (60 parsek) från solen.

## Nomenklatur
Det traditionella namnet Mirach, och dess variationer, som Mirac, Mirar, Mirath, Mirak etc. (namnet stavas Merach i Burritts The Geography of the Heavens), kommer från stjärnans beskrivning i Alfonsinska tabellerna från 1521 som supermizar. Här är mirat en förvrängning av det arabiska ميزر mīzar "gördel", som fanns i en latinsk översättning av Almagest. Detta ord hänvisar till Mirachs position på prinsessan Andromedas vänstra höft.
År 2016 organiserade Internationella astronomiska unionen en arbetsgrupp för stjärnnamn (WGSN) med uppgift att katalogisera och standardisera namn för stjärnor. WGSN:s första bulletin i juli 2016  innehåller en tabell över de första två satserna av namn som fastställts av WGSN och som anger namnat Mirach för denna stjärna.
Medeltida astronomer som skrev på arabiska kallar β Andromedae Janb al-Musalsalah (engelska: The Chained (Lady)). Den var en del av den 26:e manzilianen (Arabian Moon Mansion) Baṭn al-Ḥūt, fiskens mage, eller Qalb al-Ḥūt, fiskens hjärta. Stjärnan har också kallats Cingulum och Ventrale.

## Egenskaper
Mirach är en röd jätte med spektralklass M0 III. Sedan 1943 har spektrumet hos denna stjärna fungerat som en av de stabila referenspunkter, genom vilka andra stjärnor klassificeras. I nuvarande stadium av stjärnans utveckling har det yttre skiktet expanderat till omkring 100 gånger solens storlek. Dess utstrålning är 1,995 gånger solens ljusstyrka vid en effektiv temperatur av 3 842 K.